# Moliobka (raion de Beriózovka)
|  | Per a altres significats, vegeu «Moliobka». |

Moliobka (rus: Молёбка) és un poble del krai de Perm, a Rússia, que en el cens del 2010 tenia 44 habitants. Forma part de l'assentament rural d'Àssovo. Es troba al marge dret del riu Moliobka, a la seva confluència amb l'Assovka, a aproximadament 1,5 km a l'est del centre administratiu de l'assentament, Àssovo.